# Kaplica grobowa rodziny Sierakowskich w Lubowidzu
Kaplica grobowa rodziny Sierakowskich w Lubowidzu – jeden z dwóch rejestrowanych zabytków miasta Lubowidz, w powiecie żuromińskim, w województwie mazowieckim.
Jest to budowla murowana znajdująca się na miejscowym cmentarzu. Sierakowscy byli właścicielami miejscowości do 1850 roku. Kaplica została zbudowana w 1848 roku. Ufundowała ją Helena z Dzieduszyckich Sierakowska. We wnętrzu jest umieszczony obraz Świętych Heleny i Kajetana z 1. połowy XIX wieku. Do wyposażenia należą również epitafia: fundatorki (zmarłej w 1848 roku), ozdobione kopią jej portretu namalowanego przez Kazimierza Wojniakowskiego (pochodzi z około 1800 roku), oraz senatora Królestwa Polskiego Kajetana Sierakowskiego (zmarłego w 1841 roku), również z portretem namalowanym na białym marmurze